# 和合公园
28°39′18″N 121°24′10″E / 28.654883°N 121.402681°E

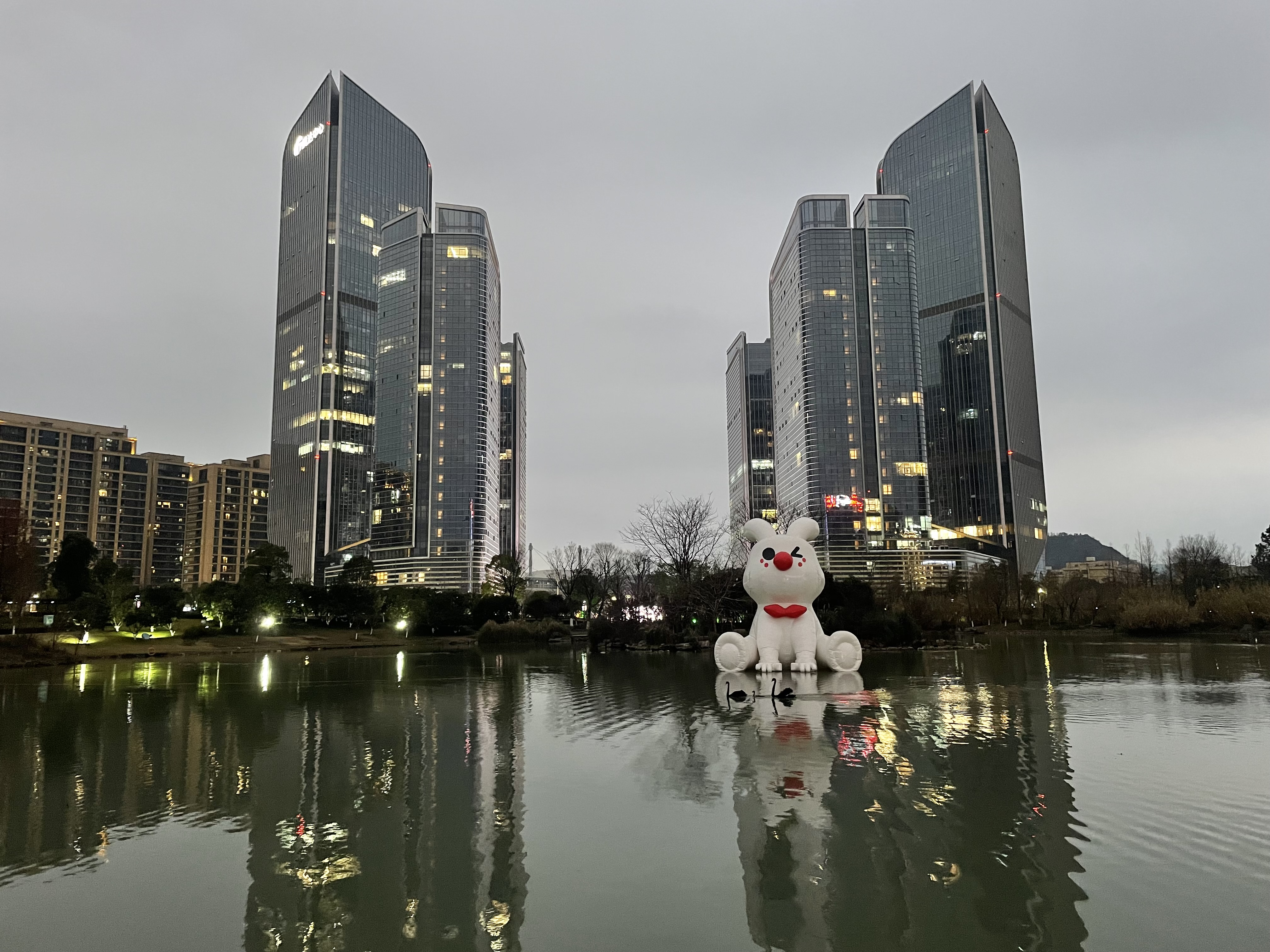
和合公园眺望腾达中心

和合公园是位于浙江省台州市椒江区的公园。原名中央公园，因位于高楼环绕的中央商务区得名。2017年1月16日正式更名为“和合公园”，以彰显台州的和合文化。
公园占地约12.87公顷，水面面积约2.52公顷，总投资五千多万元。由一主（中央生态公园）四次（购物公园、水之园、林之园、花之园）五个主题城市公园构成，地下设有停车场，园内饲有黑天鹅等多种鸟类，公园兼具生态景观、市民休闲、商业服务等功能。